# マイケル・リース
マイケル・リース (Michael Rhys) は、イギリス・ロンドン出身で、日本で活動している俳優・ナレーター。

## 来歴・人物
米国認定声優協会の会員。

## 出演

### テレビアニメ
- 名探偵コナン ホームズの黙示録（2011年） - イギリス英語指導

### 劇場アニメ
- 名探偵コナン 純黒の悪夢（2016年、スタウト）

### ゲーム
- WORLD CLUB Champion Football（実況）

### 特撮
- ウルトラギャラクシーファイト 大いなる陰謀（2020年、ウルトラマントレギア〈アーリースタイル〉の声〈英語版〉[2]）

### ナレーション
- NHKワールド「Newsline」
- JCB「会社音声ロゴ」
- ドイツ鉄道「ワールドカップ2006関連構内放送」
- 三菱モータース「会社案内ロゴ」

### バラエティ
- 料理の鉄人（ボイスオーバー）

### CM
- セイコーウオッチ「Sportura CM」
- パナソニック

### その他
- DeBeers「ダイヤモンドファッションショー」（MC）